# AVセレクター
AVセレクターとは、複数の映像機器や音響機器などの信号を、1つのテレビやプロジェクターに出力する場合に使用する周辺機器である。方式として、大きくアクティブ方式とパッシブ方式の2つに区分される。

## 概要
ビデオデッキ・DVDプレーヤー・ゲーム機等、複数のAV機器を1台のテレビに繋げようとする時にテレビの入力端子が足りない場合、各機器を使用する度にケーブルを抜いて挿し替えないといけない。手間がかかる上、抜き挿しを繰り返すうちに端子を破損させる可能性がある。AVセレクターを使うと、使いたい機器に合わせてスイッチで切り替えるだけですむ。
なお、1つの機器の信号を複数のモニタにマトリクスで出力するものはAV分配器といい、HDMI分配器やコンポジット分配器、
果ては一部のアクティブ方式のAVセレクターなどがある。

## 種類
HDMI、D端子、S端子、コンポジット端子（※映像（黄）音声（白・赤）端子）、光デジタル端子などのセレクターがある。最近では、HDMI端子付きBDレコーダー、ゲーム機などが増えてきており、2006年に米ヘビームーンからHDMIセレクターが発売され、その後SONYなどの多くのメーカーも発売した。
基本的には入力端子が複数で、出力端子が1つのものを指してきたが、近年特にHDMIセレクターには出力端子が複数あり、2台以上のモニタに出力できるものもある。その場合、個別に任意のHDMI信号を切り替えて出力するタイプや、2台以上のモニタに同時出力できる分配器の機能を備えたタイプ、その両方ができるタイプなど様々なものがある。

## 価格
RCA端子のみの機種は1000円を切ることもあり、ホームセンターやスーパーマーケットの家電売り場などで販売されることも多い。S端子やD端子が付いている機種はRCA端子のみの機種に比べて高く、HDMI端子が付いた機種はS端子やD端子搭載の機種より高くなる。HDMIセレクターは発売初期は高価だったが、2012年現在は1～3千円程度（WEB価格）に低価格化している。